# Còdex Chigi
El Codex Chigi és un manuscrit musical il·luminat oriünd de Flandes, escrit al voltant del 1500, possiblement a petició de Felip I de Castella. Pertany a la col·lecció de la Biblioteca Vaticana, en què és catalogat com a Chigiana, C. VIII. 234.

## Descripció
El còdex és notable no sols per les múltiples i vívides miniatures, sinó també per la claredat de la notació musical. Conté un catàleg quasi complet de la producció de misses de Johannes Ockeghem i un grup de misses sobre la melodia de L'homme armé, que era molt popular en l'època i va servir de base per a diferents arranjaments de compositors. Algunes fulls amb altres obres s'hi afegiren en època posterior a la primera elaboració.
Els dos escuts de la pàgina de Missa Ecce ancilla Domini fan referència a la família Fernández de Córdoba.

## Contingut
La relació d'obres és aquesta:
- Alexander Agricola
  - Missa In myne zyn (sense el Kyrie eleison)
- Antoine Brumel
  - Missa L'homme armé
- Antoine Busnois
  - Missa L'homme armé
- Antoine de Févin
  - Sancta Trinitas unus Déu (afegit)
- Gaspar van Weerbeke
  - Stabat mater
- Heinrich Isaak
  - Angeli archangeli
- Jacobus Barbireau
  - Missa Virgo parens Christi (sense l'Agnus Dei)
- Jean Mouton
  - Quis dabit oculis (afegit, sense atribució)
- Johannes Ockeghem
  - Ave Maria (afegit)
  - Intemerata Dei Mater
  - Missa Mi-mi
  - Missa Ecce ancilla Domini
  - Missa L'homme armé
  - Missa Fors seulement (Kyrie, Gloria i Credo)
  - Missa sine nomine (Kyrie, Gloria i Credo)
  - Missa Ma maistresse (Kyrie i Gloria)
  - Missa Caput
  - Missa De plus en plus
  - Missa Au travail suis
  - Missa cuiusvis toni
  - Missa Prolationum
  - Missa quinti toni
  - Missa pro defunctis
- Johannes Regis
  - Celsi tonantis
  - Clangat plebs
  - Lauda Sion Salvatorem
  - Lux solempnis (sense atribució)
  - O admirabile commercium
- Josquin des Prés
  - Missa L'homme armé sexti toni (Kyrie, Gloria i Credo)
  - Stabat mater
- Loyset Compère
  - Ave Maria (afegit)
  - Missa L'homme armé
  - Sancte Michael ora pro nobis (afegit, sense atribució)
  - Sile frago ac rerum (sense atribució)
- Pierre de La Rue
  - Credo Sine nomine
  - Missa Almana
- Obres anònimes
  - Ave rosa speciosa
  - Regina coeli (afegit)
  - Vidi aquam (acréscimo)
  - Un motet sense text